# Factor X
|  | Per a altres significats, vegeu «Factor X (desambiguació)». |

The X Factor (Factor X) és una franquícia de concursos musicals de televisió creada pel productor britànic Simon Cowell i la seva empresa SYCOtv. Es va originar al Regne Unit, on es va idear com a substitut de Pop Idol (2001-2003) i s'ha adaptat en diversos països. "Factor X" del títol fa referència a aquella "cosa" indescriptible que només tenen les estrelles.
El premi sol ser un contracte discogràfic, a més de la publicitat que genera l'aparició en les darreres fases del programa, no només per al guanyador, sinó també per a altres concursants amb una alta classificació.
A diferència d'Idols, on els jutges només critiquen les actuacions dels concursants, a The X Factor cada jutge "guia" els finalistes en una categoria concreta, ajudant-los amb la tria de cançons i l'estil, alhora que participen junts per jutjar els concursants de la resta de categories. No només els ídols, sinó també els nous espectacles de cant, com ara The Voice, The Four i All Together Now, s'han convertit en rivals i populars en els darrers anys.
De manera similar a Got Talent, la franquícia té un canal de YouTube , anomenat X Factor Global. El canal penja clips de programes de X Factor de totes les edicions nacionals del món. Actualment, el canal té més de 3 milions de subscriptors.

## The X Factora tot el món

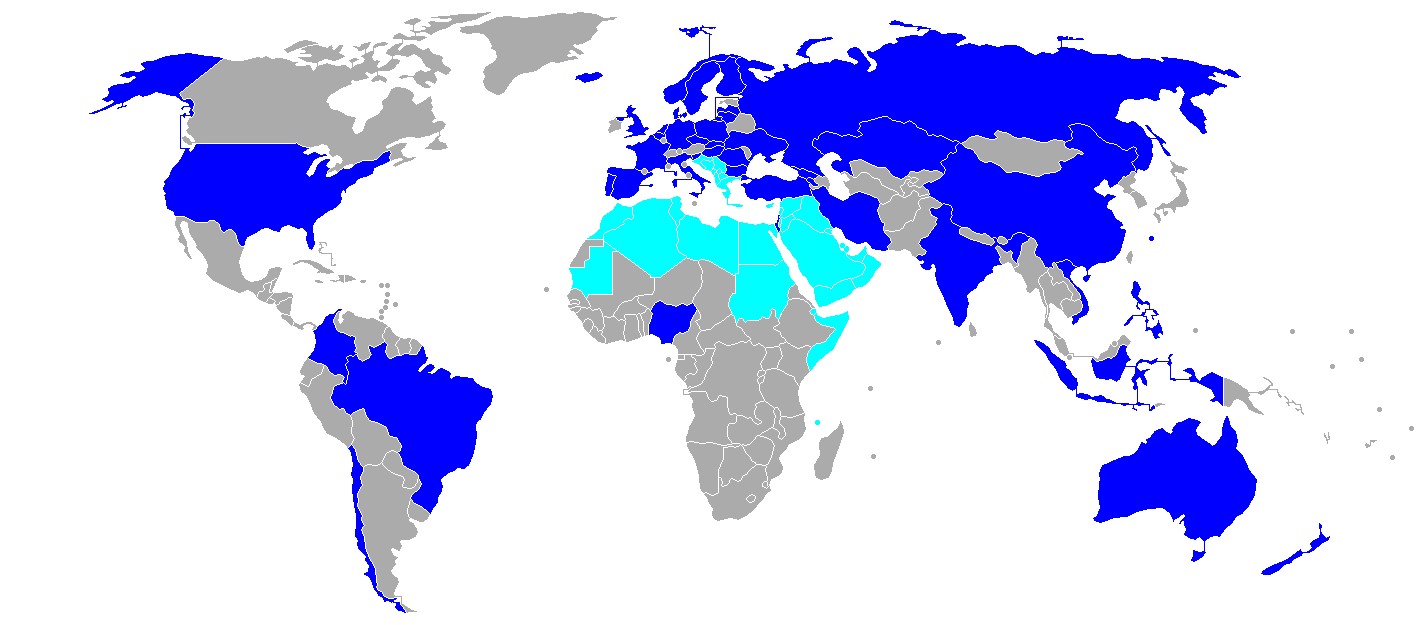
Ubicació de les diferents franquícies de The X Factor
Versió regional
Versió conjunta
Versió pròpia

Han hagut un total de 193 guanyadors de The X Factor a tot el món.
     Franquícia que s'emet actualment
     La franquícia no s'està emetent actualment, però està prevista per tornar en el futur
     Franquícia finalitzada
     Franquícia cancel·lada durant la producció
     Franquícia l'estat de la qual es desconeix
| País/Regió | Nom local | Plataforma                                                                                                   | Amfitrions | Jurat | Guanyador/a |
| --- | --- | --- | --- | --- | --- |
| Albània Kosovo | X Factor | TV Klan | - Alketa Vejsiu | - Pandi Laço (1–4) - Alban Skënderaj (1–4) - Vesa Luma (1) - Juliana Pasha (1) - Altuna Sejdiu (2–3) - Soni Malaj (2–3) - Miriam Cani (4) - Bleona Qereti (4) | - Temporada 1, 2012: Sheila Haxhiraj - Temporada 2, 2012–13: Arilena Ara - Temporada 3, 2013–14: Ergi Dini - Temporada 4, 2015: Edea Demaliaj |
| - Països àrabs - Algèria - Comoros - Djibouti - Egipte - Iraq - Jordània - Kuwait - Líban - Llíbia - Mauritània - Marroc - Oman - Qatar - Aràbia Saudita - Somàlia - Sudan - Síria - Tuníssia - Emirats Arabs Units - Iemen | The X Factor سير النجاحX | Rotana (1–2) CBC (3) MBC 4 (4) Dubai TV / dmc Egypt (5)                                                      | - Nathalie Maamary (1) - Joelle Rahme (1–2) - Yosra El Lozy (3) - Bassel Alzaro (3–4) - Wael Mansour (4) - Daniella Rahme (4) - Samer al-Masry (5) - Rami Radwan (5) - Maryam Said (5) | - Nelly (1) - Michel Elefteriades (1–2) - Khaled El Sheikh (1–2) - Anoushka (2) - Carole Samaha (3) - Hussain Al Jasmi (3) - Wael Kfoury (3) - Elissa (3–4) - Ragheb Alama (4) - Donia Samir Ghanem (4–5) - Saber Rebaï (5) - Najwa Karam (5) - Majid Al Mohandis (5) | - Temporada 1, 2006: Rajaa Kasabni - Temporada 2, 2007: Muhammad El Majzoub - Temporada 3, 2013: Mohammed Rifi - Temporada 4, 2015: Hamza Hawsawi - Temporada 5, 2017–2018: Rabih al Nussaybi |
| - Armènia | ԻՔՍ–ՖԱԿՏՈՐ X–Factor | Shant TV | - Grisha Aghakhanyan (3–4) - Avet Barseghyan (3) - Aram Mp3 (1–2) | - Garik Papoyan (1–4) - André (2–4) - Erik Karapetyan (4) - Shushanik Arevshatyan (4) - Emmy (3) - Egor Glumov (1, 3) - Naira Gyurjinyan (1–2) - Gisane Palyan (1–2) | - Temporada 1, 2010–11: Vrezh Kirakosyan - Temporada 2, 2012–13: Kim Grigoryan - Temporada 3, 2014: Vahé Margaryan - Temporada 4, 2016–17: Edgar Ghandilyan |
| Austràlia | The X Factor | Seven Network (2–8) Network Ten (1)                                                                          | - Jason Dundas (8) - Luke Jacobz (2–7) - Daniel MacPherson (1) - Chloe Maxwell (The Xtra Factor,1) - Natalie Garonzi (The Xtra Factor, 2) | - Guy Sebastian (2–4, 7–8) - Mel B (3–4, 8) - Iggy Azalea (8) - Adam Lambert (8) - Dannii Minogue (5–7) - James Blunt (7) - Chris Isaak (7) - Redfoo (5–6) - Natalie Bassingthwaighte (3–6) - Ronan Keating (2–6) - Natalie Imbruglia (2) - Kyle Sandilands (2) - Kate Ceberano (1) - Mark Holden (1) - John Reid (1) | - Temporada 1, 2005: Random - Temporada 2, 2010: Altiyan Childs - Temporada 3, 2011: Reece Mastin - Temporada 4, 2012: Samantha Jade - Temporada 5, 2013: Dami Im - Temporada 6, 2014: Marlisa Punzalan - Temporada 7, 2015: Cyrus Villanueva - Temporada 8, 2016: Isaiah Firebrace |
| - Valcans - Bosnia & Herzegovina - Croàcia - Macedònia - Montenegro - Sèrbia | X Factor Adria | TV Sitel (1–2) Federalna (1–2) RTV Pink (1) RTL Televizija (2) Prva (2) RTRS (2)                             | - Ana Grubin (live shows, 1) - Bane Jevtić (1, Auditions, backstage, 1) - Snezana Velkov (1, Auditions, backstage, 1) - Una Senić (X Star, judges' houses, 1) - Antonija Blaće (selection process, live shows, 2) - Aleksandar Radojičić (selection process, live shows, 2) - Nikolina Pišek (backstage, 2) | - Željko Joksimović (1–2) - Emina Jahović (1) - Kiki Lesendrić (1) - Kristina Kovač (1) - Aleksandra Kovač (2) - Massimo Savić (2) - Tonči Huljić (2) | - Temporada 1, 2013–14: Daniel Kajmakoski - Temporada 2, 2015: Amel Ćurić |
| Belarús | X Factor Belarus | Belteleradiocompany                                                                                          | TBD | TBD | - Temporada 1, 2020: Cancelled |
| Bèlgica | X Factor | vtm | - Hadise (2) - Koen Wauters (1) | - Kris Wauters (1–2) - Jean Blaute (1) - Liliane Saint-Pierre (1) - Maurice Engelen (2) - Do (2) | - Temporada 1, 2005: Udo Mechels - Temporada 2, 2008: Dirk De Smet |
| Bolívia | Factor X Bolivia | Red Uno | - Carlos Rocabado - Ximena Zalzer | - Ángel López (1) - Andrés Barba (1–2) - Mayra Gonzales (1–2) - Matamba (2) - Chris Syler (1–2) | - Temporada 1, 2018: Juan Lovera - Temporada 2, 2019: DÚO MÍA - Temporada 3, 2021: Upcoming season |
| Brasil | X Factor | Band Pàgina web TNT                                                                                          | - Fernanda Paes Leme (X Factor) - Maurício Meirelles (Pré-Factor) | - Rick Bonadio - Alinne Rosa - Di Ferrero - Paulo Miklos | - Temporada 1, 2016: Cristopher Clark - Temporada 2, 2017: Cancel·lada |
| Bulgària | X Factor | NovaTv Pàgina web Arxivat 11 August 2016[Date mismatch] a Wayback Machine.                                   | - Maria Ignatova (2–5) - Alexandra Raeva (2–5) - Deo (1) | - Krisko (4–5) - Sanya Armutlieva (2–5) - Lubo Kirov (2–3, 5) - Zaki (2–3, 5) - Maria Ilieva (1–3) - Poli Genova (1) - Vasko Vasilev (1) - Maga (1) - Lucy Diakovska (4) - Magarditch Halvadjian (4) | - Temporada 1, 2011: Raffi Boghosyan - Temporada 2, 2013: Zhana Bergendorff - Temporada 3, 2014–15: Slavin Slavchev - Temporada 4, 2015–16: Christiana Louizu - Temporada 5, 2017: 4 Magic |
| Cambodja | X Factor Cambodia | Hangmeas Pàgina web                                                                                          | - Chea Vibol - Chan Keonimol | - Aok Sokunkanha - Khemarak Sereymun - Nop Bayyareth - Sok Seylalin | - Temporada 1, 2019: Chan Sopanha |
| Xile | Factor X | TVN Pàgina web                                                                                               | - Julián Elfenbein | - Tito Beltrán - Karen Doggenweiler - Mon Laferte (2) - José Luis Rodríguez (2) - Zeta Bosio (1) | - Temporada 1, 2011: Sergio Járlaz - Temporada 2, 2012: Juan Gabriel Valenzuela |
| Xina | The X Factor: 激情唱响 The X Factor: Passionate Singer (1) The X Factor: 中国最强音 The X Factor: China's Strongest Voice (2) | Liaoning TV (1) HBS:Hunan TV (2)                                                                             | - Da Zuo (1) - Shao Wenjie (1) - Zhu Dan (2) - He Jiong (2) | - Angie Chai Chih–ping (1) - Aduo (1) - Chen Ming (1) - Chen Yufan (1) - Eason Chan Yik–shun (2) - Lo Ta-yu (2) - Zheng Jun (2) - Zhang Ziyi (3) | - Temporada 1, 2011: Li Shangshang - Temporada 2, 2012: Chen Yumeng |
| Colòmbia | El Factor X The X Factor | RCN TV Pàgina web                                                                                            | - Andrea Serna (2005–2015) | - Actual - José Gaviria - Anterior - Marbelle (2005–2015) - Juan Carlos Coronel (2005–2015) | - Temporada 1, 2005: Julio César Meza - Temporada 2, 2006: Francisco Villarreal - Temporada 3, 2009: Siam - Temporada 4, 2020: Upcoming Temporada |
| Colòmbia | El Factor X: Batalla de las Estrellas The X Factor: Battle of the Stars                                                       | RCN TV Pàgina web                                                                                            | - Andrea Serna (2005–2015) | - Actual - José Gaviria - Anterior - Marbelle (2005–2015) - Juan Carlos Coronel (2005–2015) | - Temporada 1, 2006: Luz Amparo Álvarez |
| Colòmbia | El Factor Xs | RCN TV Pàgina web                                                                                            | - Andrea Serna (2005–2015) | - Marbelle - José Gaviria - Juan Carlos Coronel (1, 3) - Wilfrido Vargas (2) | - Temporada 1, 2006: Andres Camilo Hurtado - Temporada 2, 2007: Camilo Echeverry Correa - Temporada 3, 2011: Shaira Selena Peláez |
| Colòmbia | El Factor X Familia | RCN TV Pàgina web                                                                                            | - Andrea Serna (2005–2015) | - Marbelle - José Gaviria - Juan Carlos Coronel - Reykon | - Temporada 1, 2015: Dúo Herencia |
| Costa Rica | Factor X Costa Rica | Repretel 6                                                                                                   | - Patricia Figueroa (1) | - Joey Montana (1) - Rosario (1) - Carlo Supo (1) - Percance (duo, 1) | - Temporada 1, 2021-22: TBD |
| Txèquia | X Factor | TV Nova Pàgina web                                                                                           | - Leoš Mareš | - Gabriela Osvaldová - Ondřej Soukup - Petr Janda | - Temporada 1, 2008: Jiří Zonyga |
| Txèquia Eslovàquia | X Factor | Prima family Pàgina web Arxivat 2016-08-12 a Wayback Machine. TV JOJ Pàgina web                              | - Martin Rausch | - Celeste Buckingham - Ondřej Brzobohatý - Sisa Sklovská - Oto Klempíŕ | - Temporada 1, 2014: Peter Bažík |
| Dinamarca | X Factor | Actual TV 2 (12–) Anterior DR (1–11)                                                                         | - Actual - Sofie Linde Ingversen (9–) - Lise Rønne (1–2, 4–5, 14– Live Shows) - Anterior - Eva Harlou (7–8) - Signe Molde (6) - Emil Thorup (Xtra Factor, 6) - Thomas Skov (X Factor Backstage, 8) - Joakim Ingversen (11 from 1st to 2nd live shows) - Melvin Kakooza (14 Bootcamp) - Joakim Ingversen (Ultra Factor, 9–11) - Jacob Riising (Ultra Factor, 11) - Rasmus Brohave (Z Factor, 12)                                                             | - Actual - Thomas Blachman (1–2, 4–) - Oh Land (12–) - Martin Jensen (14–) - Anterior - Lina Rafn (1–2, 7–8) - Remee (1–3, 7–11) - Soulshock (3) - Pernille Rosendahl (3–5) - Cutfather (4–5) - Ida Corr (6) - Anne Linnet (6) - Mette Lindberg (9–10) - Sanne Salomonsen (11) - Ankerstjerne (12–13) | - Temporada 1, 2008: Martin Hoberg Hedegaard - Temporada 2, 2009: Linda Andrews - Temporada 3, 2010: Thomas Ring Petersen - Temporada 4, 2011: Sarah Skaalum Jørgensen - Temporada 5, 2012: Ida Østergaard Madsen - Temporada 6, 2013: Chresten Falck Damborg - Temporada 7, 2014: Anthony Jasmin - Temporada 8, 2015: Emilie Esther - Temporada 9, 2016: Embrace - Temporada 10, 2017: Morten Nørgaard - Temporada 11, 2018: Place on Earth - Temporada 12, 2019: Kristian Kjærlund - Temporada 13, 2020: Alma Agger - Temporada 14, 2021: Current season             |
| Equador | Factor X Kids Ecuador | Ecuavisa | - Ursula Strenge | - Jorge Luis del Hierro (1) - Pamela Cortéz (1) - Maykel Cedeño (1) | - Temporada 1, 2015: Celena Rosero |
| Finlàndia | X Factor | MTV3 | - Actual - Heikki Paasonen (1) - Jukka Rossi (Xtra Factor, 1) - Ile Uusivuori (2) - Viivi Pumpanen (2) | - Linda Brava (1) - Renne Korppila (1) - Gugi Kokljuschkin (1) - Saara Aalto (2) - Michael Monroe (2) - Mikael Gabriel (2) - Suvi Teräsniska (2) | - Temporada 1, 2010: Elias Hämäläinen - Temporada 2, 2018: Tika Liljegren |
| França | X Factor | W9 (1) M6 (2) RTL–TVI                                                                                        | - Sandrine Corman (2) - Jérôme Anthony (F@n Factor, 2) - Alexandre Devoise (1) | - Henry Padovani (2) - Olivier Schultheis (2) - Véronic DiCaire (2) - Christophe Willem (2) - Marc Cerrone (1) - Julie Zenatti (1) - Alain Lanty (1) | - Temporada 1, 2009: Sébastien Agius - Temporada 2, 2011: Matthew Raymond-Barker |
| Geòrgia | X Factor Georgia X ფაქტორი | Rustavi 2 (2014–2017) Imedi TV (2018)                                                                        | - Gega Palavandishvili (1) - la Sukhitashvili (1) - Giorgi Kipshidze (2) - Ruska Makashvili (3–5) - Erekle Getsadze (3) - Vaniko Tarkhnishvili (4–5) | - Anterior - Giorgi Gabunia (1–4) - Sopho Toroshelidze (1) - Tamta (1–2, 5) - Sofia Nizharadze (2–4) - Anri Jokhadze (2,5) - Nina Sublatti (3) - Nika Gvaramia (3) - Dato Porchkhidze (3) - Lela Tsurtsumia (4) - Stephane Mgebrishvili (1,4–5) - Naniko Khazaradze (5) - Dato Evgenidze (5) | - Temporada 1, 2014: Tornike Kipiani - Temporada 2, 2015: Giorgi Nakashidze - Temporada 3, 2016: Avto Abeslamidze - Temporada 4, 2017: Sandro Kurcxalidze - Temporada 5, 2018: Anri Guchmanidze |
| Alemanya | X Factor | VOX (1–3) Sky 1 (4)                                                                                          | - Jochen Schropp (1–3) - Janin Reinhardt (backstage, 2) - Charlotte Würdig (4) - Istenes Bence (4) | - Sarah Connor (1–3) - Till Brönner (1–2) - George Glueck (1) - Das Bo (2) - Sandra Nasic (3) - HP Baxxter (3) - Moses Pelham (3) - Sido (4) - Lions Head (4) - Jennifer Rostock (4) - Thomas Anders (4) | - Temporada 1, 2010: Edita Abdieski - Temporada 2, 2011: David Pfeffer - Temporada 3, 2012: Mrs. Greenbird - Temporada 4, 2018: EES & The Yes-Ja! Band |
| Grècia Xipre | The X Factor | ANT1 (1–3) Skai TV (4–5) Sigma TV (4–5) Open TV (6) Omega (6)                                                | - Sakis Rouvas (1–5) - Despina Vandi (6) - Giorgos Lianos (auditions, 1–3) - Despina Kampouri (auditions, 1–2) - Maria Sinatsaki (auditions, 3) - Evangelia Aravani (backstage, 4–5) - Aris Makris (backstage, 6) | - Giorgos Theofanous (1–4, 6) - George Levendis (1–3) - Katerina Gagaki (1–3) - Nikos Mouratidis (1–3) - Tamta (4–5) - Peggy Zina (4) - Thodoris Marantinis (4) - Giorgos Papadopoulos (5) - Babis Stokas (5) - Giorgos Mazonakis (5) - Melina Aslanidou (6) - Christos Mastoras (6) - Michael Tsaousopoulos (6) | - Temporada 1, 2008–09: Loukas Giorkas - Temporada 2, 2009–10: Stavros Michalakakos - Temporada 3, 2010–11: Haris Antoniou - Temporada 4, 2016: Andreas Leontas - Temporada 5, 2017: Panagiotis Koufogiannis - Temporada 6, 2019: Giannis Grosis |
| Hongria | X-Faktor | RTL Klub Pàgina web                                                                                          | - Ramóna Kiss (7–9) - Nóra Ördög (1–3) - Bence Istenes (4–6) - Balázs Sebestyén (1) - Lilu (4) - Dóra Kovács (backstage, 6) - Alexandra Koholák (backstage, 7) - Zsófi Szabó (backstage, 8–9) | - Bogi Dallos (9) - Laci Gáspár (6–9) - Peti Puskás (6–9) - ByeAlex (6–9) - Péter Geszti (1–4) - Ildikó Keresztes (1–3) - Miklós Malek (1–3) - Feró Nagy (1–3) - Róbert Alföldi (4–5) - Róbert Szikora (4–5) - Gabi Tóth (4–6) - Gigi Radics (7–8) - Little G Weevil (5) | - Temporada 1, 2010: Csaba Vastag - Temporada 2, 2011: Tibor Kocsis - Temporada 3, 2012: Gergő Oláh - Temporada 4, 2013: Dóra Danics - Temporada 5, 2014: Andi Tóth - Temporada 6, 2016: Barbara Opitz - Temporada 7, 2017: Ricco & Claudia - Temporada 8, 2018: USNK - Temporada 9, 2019: Tibor Ruszó - Temporada 10, 2021: Upcomming season |
| Islàndia | X Factor | Stöð 2 Pàgina web                                                                                            | - Halla Vilhjálmsdóttir (1) | - Einar Bárðarson (1) - Elínborg Halldórsdóttir (1) - Páll Óskar Hjálmtýsson (1) | - Temporada 1, 2006–07: Jógvan Hansen |
| Índia | X Factor India | Sony Entertainment TV Pàgina web                                                                             | - Aditya Narayan | - Sonu Nigam - Shreya Ghoshal - Sanjay Leela Bhansali | - Temporada 1, 2011: Geet Sagar |
| Indonèsia | X Factor Indonesia | RCTI Pàgina web                                                                                              | - Robby Purba (1–2) | - Anggun (1) - Ahmad Dhani (1–2) - Bebi Romeo (1–2) - Rossa (1–2) - Afgan (2) | - Temporada 1, 2012–13: Fatin Shidqia - Temporada 2, 2015: Jebe & Petty |
| Iran | Stage | Manoto | - Raha Etemadi | - Shahram Azar - Hamed Nikpay - Babak Saeedi - Reza Rohani | - Temporada 1, 2016: Amirhossein Eftekhari - Temporada 2, 2017: Alireza Saremi |
| Israel | The X Factor ישראל The X Factor Israel                                                                                        | Actual Reshet 13 (3–) Pàgina web Arxivat 2016-10-28 a Wayback Machine. Anterior Channel 2 (1–2) Reshet (1–2) | - Bar Refaeli | - Actual - Simon Cowell (4-) - TBA (4-) - TBA (4-) - TBA (4-) - Anterior - Moshe Peretz (1–3) - Ivri Lider (1–3) - Rami Fortis (1–2) - Shiri Maimon (1–3) - Subliminal (3) | - Temporada 1, 2013–14: Rose Fostanes - Temporada 2, 2015: Daniel Yafe - Temporada 3, 2017–18: Eden Alene - Temporada 4, 2021: TBD |
| Itàlia | X Factor | Actual Sky Uno (5–13) TV8 (10–) Pàgina web Arxivat 2019-04-03 a Wayback Machine. Anterior Rai 2 (1–4)        | - Alessandro Cattelan (5–) - Francesco Facchinetti (1–4; Xtra Factor, 4) - Alessandra Barzaghi (Xtra Factor, 4) - Max Novaresi (Xtra Factor, 5–6) - Brenda Lodigiani (Xtra Factor, 5–6) - Matteo Bordone (Xtra Factor, 7–8) - Mara Maionchi (Xtra Factor, 8–11) - Aurora Ramazzotti (X Factor daily, 9–11) - Daniela Collu (Xtra Factor, 9–13) | - Actual - Mika (7–9, 14–) - Manuel Agnelli (10–12, 14–) - Emma Marrone (14–) - Hell Raton (14–) - Anterior - Mara Maionchi (1–4, 11–13) - Morgan (1–3, 5–8) - Simona Ventura (1–2, 5–7) - Claudia Mori (3) - Anna Tatangelo (4) - Enrico Ruggeri (4) - Elio (4–7, 9) - Arisa (5–6, 10) - Fedez (8–12) - Victoria Cabello (8) - Skin (9) - Álvaro Soler (10) - Levante (11) - Lodo Guenzi (12) - Samuel (13) - Malika Ayane (13) - Sfera Ebbasta (13) | - Temporada 1, 2008: Aram Quartet - Temporada 2, 2008–09: Matteo Becucci - Temporada 3, 2009: Marco Mengoni - Temporada 4, 2010: Nathalie - Temporada 5, 2011: Francesca Michielin - Temporada 6, 2012: Chiara Galiazzo - Temporada 7, 2013: Michele Bravi - Temporada 8, 2014: Lorenzo Fragola - Temporada 9, 2015: Giosada - Temporada 10, 2016: Soul System - Temporada 11, 2017: Lorenzo Licitra - Temporada 12, 2018: Anastasio - Temporada 13, 2019: Sofia Tornambene - Temporada 14, 2020: Casadilego - Temporada 15, 2021: Upcomming season                    |
| Japó | X Factor Okinawa Japan | Okinawa TV Pàgina web                                                                                        | - Jon Kabira - Naomi Watanabe | - Kaz Utsunomiya - Rino Nakasone - Kiyoshi Matsuo | - Temporada 1, 2013–14: Sky's the Limit |
| Kazakhstan | X Factor | Perviy Kanal Evraziya Pàgina web Arxivat 4 February 2019[Date mismatch] a Wayback Machine.                   | - Actual - Daniyar Dzumadilov - Anterior - Adil Liyan (1) - Arnur Istybaev (2–6) | - Actual - Nagima Eskalieva - Nurbergen Makhambetov (5 from live–) - Dilnaz Akhmadieva (4–5, until live, 7) - Anterior - Alexander Shevchenko (1–5) - Sultana Karazhigitova (1–2, until live) - Ismail Igіlmanov (2, from live) - Erlan Kokeev (3) - Eva Becher (6) | - Temporada 1, 2011: Dariya Gabdull - Temporada 2, 2012: Andrey Tikhonov - Temporada 3, 2013: Evgeniya Barysheva - Temporada 4, 2013: Kairat Kapanov - Temporada 5, 2014: Evgeny Vyblov - Temporada 6, 2015: Astana Kargabay - Temporada 7, 2018: Dilnura Birzhanova |
| Letònia | X Faktors | TV3 Pàgina web                                                                                               | - Markus Riva | - Reinis Sējāns - Aija Auškāpa - Intars Busulis - Marats Ogļezņevs (3–) | - Temporada 1, 2017: Artūrs Gruzdiņš - Temporada 2, 2018: Kattie - Temporada 3, 2019: Elīna Gluzunova |
| Lituània | X Faktorius | TV3 | - Actual - Mindaugas Stasiulis (5–) - Mindaugas Rainys (5–) - Anterior - Marijonas Mikutavičius (1) - Martynas Starkus (2–4) | - Actual - Saulius Prūsaitis - Saulius Urbonavičius - Marijonas Mikutavičius (2–) - Justina Arlauskaitė-Jazzu (3–) - Anterior - Vytautas Šapranauskas (1) - Rūta Ščiogolevaitė (1–2) - Andrius Mamontovas (5, 71) | - Temporada 1, 2012–13: Giedrė Vokietytė - Temporada 2, 2013–14: Žygimantas Gečas - Temporada 3, 2015–16: Monika Pundziūtė - Temporada 4, 2016–17: Iglė Bernotaitytė - Temporada 5, 2017–18: 120 - Temporada 6, 2018–19: Good Time Boys - Temporada 7, 2019: Milda Martinkėnaitė |
| Lituània | X Faktorius. Žvaigždės X Factor. Stars                                                                                        | TV3 | - Mindaugas Stasiulis - Mindaugas Rainys | - Saulius Prūsaitis - Saulius Urbonavičius - Marijonas Mikutavičius - Justina Arlauskaitė-Jazzu | - Temporada 1, 2020: Milita Daikerytė |
| Malta | X Factor Malta | TVM | - Ben Camille | - Howard Keith Debono - Ray Mercieca - Alexandra Alden - Ira Losco | - Temporada 1, 2018–19: Michela Pace - Temporada 2, 2019–20: Destiny Chukunyere |
| Myanmar | The X Factor Myanmar | MRTV 4 | - Zaw Htet (1) - Hmu Thiha Thu (2) | - Si Thu Lwin (1–2) - Nge Nge (1–2) - Eaint Chit (1) - Za War (1–2) - Zam Nuu (2) | - Temporada 1, 2016:Htun Naung Sint - Temporada 2, 2017: David Derrick |
| Països Baixos | X Factor | RTL 4 Pàgina web                                                                                             | - Wendy van Dijk (1–4) - Martijn Krabbe (2–5) - Nathalie Bulters (Backstage, 3) - Eva Treurniet (Backstage, 3) - Lieke van Lexmond (Backstage, 4) - Ferry Doedens (Backstage, 5) | - Anterior - Henkjan Smits (1) - Marianne van Wijnkoop (1) - Henk Temming (1) - Eric van Tijn (2–4) - Stacey Rookhuizen (2–4) - Angela Groothuizen (2–5) - Gordon Heuckeroth (2–5) - Ali Bouali (5) - Candy Dulfer (5) | - Temporada 1, 2007: Sharon Kips - Temporada 2, 2009: Lisa Hordijk - Temporada 3, 2010: Jaap Reesema - Temporada 4, 2011: Rochelle Perts - Temporada 5, 2013: Haris Alagic |
| Nova Zelanda | The X Factor | TV3 Pàgina web Arxivat 2017-01-18 a Wayback Machine.                                                         | - Anterior - Dominic Bowden - Guy Williams (The Xtra Factor, 2) - Sharyn Casey (The Xtra Factor, 2) - Clint Roberts (The Xtra Factor, 2) - Caito Potatoe aka Caitlin Davidson (The X Factor RAW, 2) | - Anterior - Daniel Bedingfield (1) - Ruby Frost (1) - Stan Walker (1–2) - Melanie Blatt (1–2) - Natalie Bassingthwaighte (2) - Charles Kelley (2) | - Temporada 1, 2013: Jackie Thomas - Temporada 2, 2015: Beau Monga |
| Noruega | X Factor | TV 2 | - Ravi (2) - Guri Solberg (2) - Peter Moi Brubresko (Xtra Factor) - Katarina Flatland (Xtra Factor) - Charlotte Thorstvedt (1) | - Jan Fredrik Karlsen - Elisabeth Andreassen (2) - Marion Ravn (2) - Klaus Sonstad (2) - Mira Craig (1) - Peter Peters (1) | - Temporada 1, 2009: Chand Torsvik - Temporada 2, 2010: Hans Bollandsås |
| Filipines | The X Factor Philippines | ABS–CBN | - KC Concepcion | - Martin Nievera - Gary Valenciano - Pilita Corrales - Jake Zyrus | - Temporada 1, 2012: KZ Tandingan |
| Polònia | X Factor | TVN Pàgina web                                                                                               | - Patricia Kazadi (3–4) - Jarosław Kuźniar (1–2) | - Czesław Mozil (1–4) - Kuba Wojewódzki (1–4) - Tatiana Okupnik (2–4) - Ewa Farna (4) - Maja Sablewska (1) | - Temporada 1, 2011: Gienek Loska - Temporada 2, 2012: Dawid Podsiadło - Temporada 3, 2013: Klaudia Gawor - Temporada 4, 2014: Artem Furman |
| Portugal | Factor X | SIC | - João Manzarra (1–2) - Cláudia Vieira (2) - Bárbara Guimarães (1) - Carolina Torres (Factor Extra) (1–2) - Tiago Silva (Factor F) | - Sónia Tavares (1–2) - Paulo Junqueiro (1–2) - Paulo Ventura (1–2) - Miguel Guedes (2) | - Temporada 1, 2013–14: Berg - Temporada 2, 2014: Kika Kardoso |
| Romania | X Factor | Antena 1 Pàgina web Arxivat 2011-12-31 a Wayback Machine.                                                    | - Răzvan Simion (1–7, 9–) - Dani Oțil (1–7, 9–) - Mihai Bendeac (8) - Vlad Dragulin (8) | - Delia Matache (2–) - Ștefan Bănică, Jr. (4–) - Loredana Groza (9–) - Florin Ristei (9–) - Paula Seling (1) - Mihai Morar (1) - Adrian Sînă (1) - Dan Bittman (2–3) - Cheloo (2–3) - Horia Brenciu (4–8) - Carla's Dreams (6–8) | - Temporada 1, 2011–12: Andrei Leonte - Temporada 2, 2012: Tudor Turcu - Temporada 3, 2013: Florin Ristei - Temporada 4, 2014: Adina Răducan - Temporada 5, 2015: Florin Răduţă - Temporada 6, 2016: Olga Verbiţchi - Temporada 7, 2017: Jeremy Ragsdale - Temporada 8, 2018: Bella Santiago - Temporada 9, 2020: Andrada Precup |
| Rússia | Секрет успеха Secret of Success (1–2) Фактор А The A Factor (3–5) Главная сцена The Main Stage (6–7)                          | RTR (1–2) Pàgina web Russia 1 (3–7) Pàgina web Arxivat 2012-12-22 at Archive.is                              | - Aleksey Chumakov (1–2, 4) - Yelena Vorobey (1–2) - Philipp Kirkorov (3–5) - Volodímir Zelenski (3) - Grigory Leps (6) - Garik Martirosyan (6) - Nargiz Zakirova (7) - Ernest Matskyavichus (7) | - Valeriy Meladze (1–2) - Valery Garkalin (2) - Tigran Keosayan (2) - Katerina Von Gechmen–Valdek (1) - Aleksandr Revzin (1) - Lolita Milyavskaya (3–5) - Roman Emelyanov (3–5) - Igor Nikolayev (4–5) - Alla Pugacheva (chairperson, 3–5) - Boris Krasnov (3) - Walter Afanasieff (6) - Zhanna Rozhdestvenskaya (6) - Yuri Antonov (6) - Sergey Chigrakov (6) - Valery Leontiev (7) - Diana Arbenina (7) - Elena Vaenga (7) - Vladimir Presnyakov (7) - Nikolai Noskov (7, only auditions) - Judges-producer - Walter Afanasieff (6) - Konstantin Meladze (6) - Maxim Fadeev (6) - Igor Matvienko (6) - Viktor Drobysh (6) | - Temporada 1, 2005: Vladimir Sapovsky - Temporada 2, 2007: Nikolay Timokhin - Temporada 3, 2011: Sergei Savin - Temporada 4, 2012: Alexey Sulima - Temporada 5, 2013: Mali - Temporada 6, 2015: Sardor Milano - Temporada 7, 2015–16: Arseny Borodin |
| Eslovènia | X Faktor | POP TV | - Peter Poles - Vid Valič | - Damjan Damjanovič - Jadranka Juras - Aleš Uranjek | - Temporada 1, 2012: Demetra Malalan |
| Sud Àfrica | The X Factor SA | SABC 1 Pàgina web Arxivat 2014-09-03 a Wayback Machine.                                                      | - Andile Ncube | - Arno Carstens - Oskido - Zonke | - Temporada 1, 2015: FOUR |
| Espanya | Factor X | Cuatro (1–2) Telecinco (3)                                                                                   | - Nuria Roca (1–2) - Jesús Vázquez (3) - Xtra Factor - Nando Escribano (3) | - Miqui Puig (1–2) - Jorge Flo (1–2) - Eva Perales (1–2) - Laura Pausini (3) - Risto Mejide (3) - Xavi Martínez (3) - Fernando Montesinos (3) | - Temporada 1, 2007: María Villalón - Temporada 2, 2008: Vocal Tempo - Temporada 3, 2018: Pol Granch - Temporada 4, 2019: Cancelled |
| Suècia | X Factor | TV4 | - David Hellenius | - Andreas Carlsson - Marie Serneholt - Orup - Ison Glasgow | - Temporada 1, 2012: Awa Santesson-Sey |
| Tailàndia | The X Factor Thailand | Workpoint TV Pàgina web                                                                                      | - Krit Sripoomseth | - th - th - Saksit Vejsupaporn - th | - Temporada 1, 2017: Slow |
| Turquia | X Factor: Star Işığı | Kanal D Pàgina web                                                                                           | - Actual - Bülent Şakrak (1–) - Anterior - Kadir Doğulu (1) | - Ziynet Sali (1a) - Emre Aydın (1a) - Ömer Karacan (1a) - Armağan Çağlayan (1a) - Nigar Jamal (1b) - Sinan Akçıl (1b) - Atiye (1b) - Nihat Odabaşı (1b) | - Temporada 1, 2014: Cancelled |
| Ucraïna | The X Factor | STB Pàgina web Arxivat 2016-01-25 a Wayback Machine.                                                         | Actual - Andrey Bednyakov (7–9) - Oksana Marchenko (1–7) - Daria Tregubova(10–) | - Actual - Andriy Danylko (7–) - Anastasiya Kamenskykh (8–) - Olya Polyakova (10–) - Igor Kondratiuk (1–6, 10–) - Anterior - Sergey Sosedov (1–6) - Yolka (1–2) - Seryoga (1–4) - Irina Dubtsova (3–4) - Nino Katamadze (5–6) - Ivan Dorn (5) - Andriy Khlyvniuk (6) - Kostiantyn Meladze (7) - Julia Sanina (7) - Anton Savlepov (7) - Dmytro Shurov (8–9) - Oleg Vinnik (8–9) | - Temporada 1, 2010–11: Olexiy Kuznetsov - Temporada 2, 2011–12: Viktor Romanchenko - Temporada 3, 2012–13: Aida Nikolaychuk - Temporada 4, 2013–14: Oleksandr Poriadynsky - Temporada 5, 2014: Dmytro Babak - Temporada 6, 2015: Kostyantyn Bocharov - Temporada 7, 2016: Sevak Khanagyan - Temporada 8, 2017: Misha Panchishyn - Temporada 9, 2018: ZBSband - Temporada 10, 2019: Elina Ivashchenko - Temporada 11, 2021: Upcoming season |
| Regne Unit (Original)2 | The X Factor | ITV Pàgina web                                                                                               | - Kate Thornton (1–3) - Dermot O'Leary (4–11, 13–15) - Caroline Flack (12) - Olly Murs (12) - Digital - Roman Kemp (13) - Becca Dudley (14–15) - Tinea Taylor (15) - The Xtra Factor - Ben Shephard (1–3) - Fearne Cotton (4) - Holly Willoughby (5–6) - Konnie Huq (7) - Caroline Flack (8–10) - Olly Murs (8–9) - Matt Richardson (10) - Sarah-Jane Crawford (11) - Rochelle Humes (12) - Melvin Odoom (12) - Rylan Clark-Neal (13) - Matt Edmondson (13) | - Simon Cowell (1–7, 11–15) - Sharon Osbourne (1–4, 10, 13–14) - Louis Walsh (1–11, 13–14) - Dannii Minogue (4–7) - Cheryl (5–7, 11–12) - Tulisa (8–9) - Kelly Rowland (8) - Gary Barlow (8–10) - Nicole Scherzinger (9–10, 13–14) - Mel B (11) - Nick Grimshaw (12) - Rita Ora (12) - Robbie Williams (15) - Ayda Field (15) - Louis Tomlinson (15) | - Temporada 1, 2004: Steve Brookstein - Temporada 2, 2005: Shayne Ward - Temporada 3, 2006: Leona Lewis - Temporada 4, 2007: Leon Jackson - Temporada 5, 2008: Alexandra Burke - Temporada 6, 2009: Joe McElderry - Temporada 7, 2010: Matt Cardle - Temporada 8, 2011: Little Mix - Temporada 9, 2012: James Arthur - Temporada 10, 2013: Sam Bailey - Temporada 11, 2014: Ben Haenow - Temporada 12, 2015: Louisa Johnson - Temporada 13, 2016: Matt Terry - Temporada 14, 2017: Rak-Su - Temporada 15, 2018: Dalton Harris - Temporada 16, 2022: Upcoming Temporada |
| Regne Unit (Original)2 | The X Factor: Battle of the Stars                                                                                             | ITV Pàgina web                                                                                               | - Kate Thornton | - Louis Walsh - Sharon Osbourne - Simon Cowell | - Series 1, 2006: Lucy Benjamin |
| Regne Unit (Original)2 | The X Factor: Celebrity | ITV Pàgina web                                                                                               | - Dermot O'Leary | - Louis Walsh - Nicole Scherzinger - Simon Cowell | - Temporada 1, 2019: Megan McKenna |
| Regne Unit (Original)2 | The X Factor: The Band | ITV Pàgina web                                                                                               | - Dermot O'Leary | - Leona Lewis - Nicole Scherzinger - Simon Cowell | - Temporada 1, 2019: Real Like You |
| Estats Units | The X Factor | Fox (1–3) Pàgina web Arxivat 2012-11-03 a Wayback Machine.                                                   | - Steve Jones (1) - Khloé Kardashian (2) - Mario Lopez (2–3) | - Simon Cowell (1–3) - L.A. Reid (1–2) - Nicole Scherzinger (1) - Paula Abdul (1) - Demi Lovato (2–3) - Britney Spears (2) - Kelly Rowland (3) - Paulina Rubio (3) | - Temporada 1, 2011: Melanie Amaro - Temporada 2, 2012: Tate Stevens - Temporada 3, 2013: Alex & Sierra |
| Estats Units | El Factor X The X Factor (Versió espanyola infantil)                                                                          | MundoFox | - Poncho de Anda (1) | - Belinda (1) - Angélica María (1) - Chyno Miranda (1) - Nacho (1) | - Temporada 1, 2013: Los Tres Charritos |
| Vietnam | The X Factor Vietnam Nhân tố bí ẩn                                                                                            | VTV3 | - Thành Trung (2) - Gil Lê (2) - Nguyên Khang (1) - Thu Thủy (1) | - Hồ Quỳnh Hương (1–2) - Dương Khắc Linh (1–2) - Hồ Ngọc Hà (1) - Đàm Vĩnh Hưng (1) - Thanh Lam (2) - Tùng Dương (2) | - Temporada 1, 2014: Giang Hồng Ngọc - Temporada 2, 2016: Trần Minh Như |
| Àfrica Occidental | X Factor | AIT, NTA, STV, ViaSat, WAP TV                                                                                | - Toolz | - M.I - Reggie Rockstone - Onyeka Onwenu | - Temporada 1, 2013: DJ Switch |